# Eberstadt (Darmstadt)
Eberstadt, Darmstadt-Eberstadt — dzielnica miasta Darmstadt w Niemczech, w kraju związkowym Hesja.

## Zabytki
- Zamek Frankenstein położony około kilometra na południowy wschód od Eberstadt oraz około 0,5 km na zachód od miejscowości Nieder-Beerbach w gminie Mühltal. Wewnątrz kaplicy zamkowej znajdują się kamienie płyty grobowe von Frankensteinów i wspaniałe mauzoleum Ludwiga von Frankensteina († 1602)[2].

## Przypisy

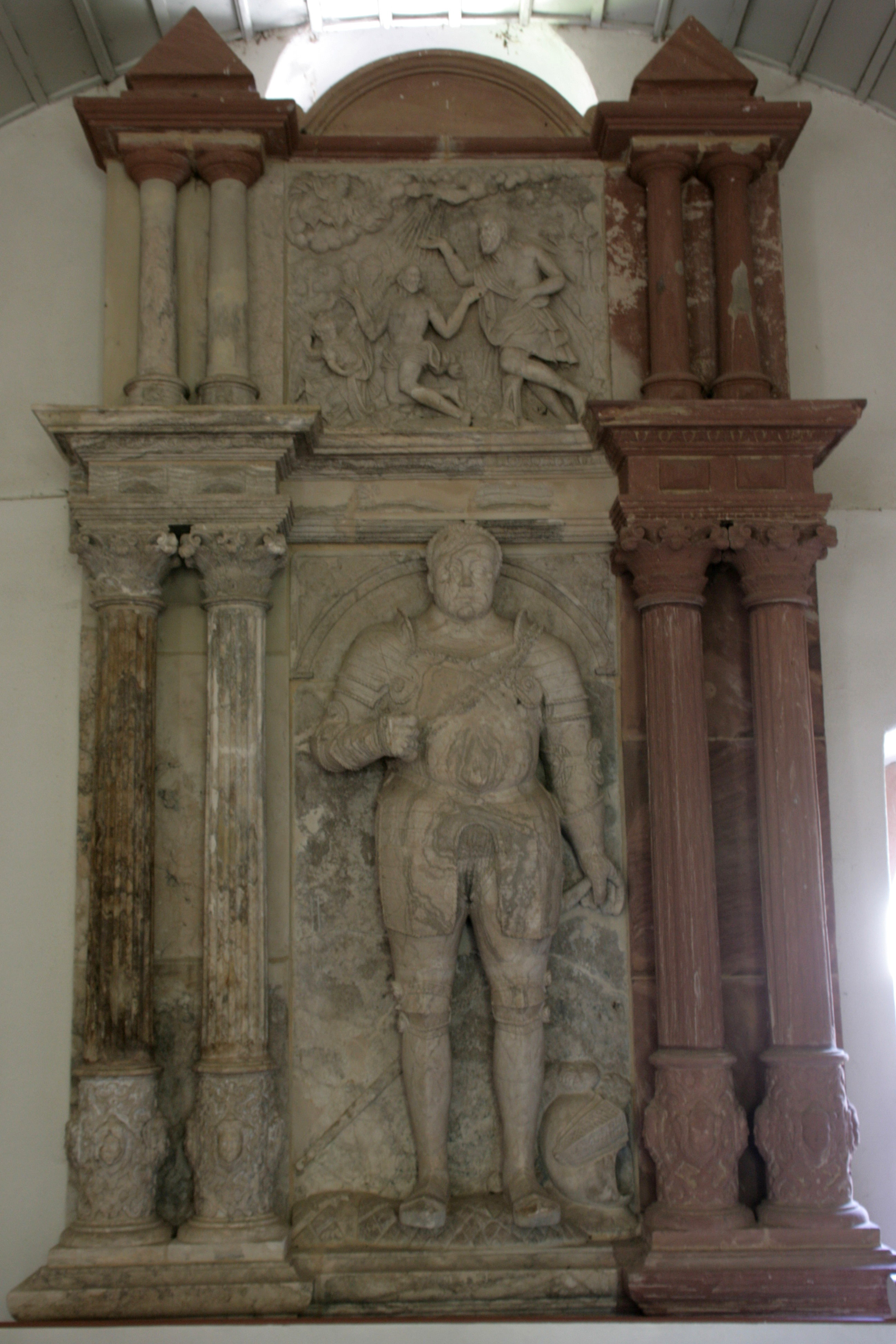
Kaplica von Frankensteinów